# Het dagboek in de badkuip
Het dagboek in de badkuip (Pools: Pamiętnik znaleziony w wannie) is een sciencefictionroman uit 1961 van de Poolse schrijver Stanislaw Lem.

## Verhaal
Een mens dwaalt rond door de gangen van het Pentagon in een Kafka-achtige omgeving. Hij werkt aan een nooit geformuleerde opdracht en geraakt verstrikt in een net van spionage en contraspionage. De wetten van onzin en zin worden verwisseld en hij moet omgaan met ambtenaren die steeds onmenselijker worden.